# High School Musical - Lo spettacolo
High School Musical - Lo spettacolo è la versione teatrale del film musical americano prodotto da Disney Channel High School Musical.

## Trama
La storia vede al centro della vicenda il personaggio di Troy Bolton, popolarissimo capitano della squadra di basket scolastica, e quello di Gabriella Montez, studentessa genio nelle materie scientifiche. Un incontro casuale durante le vacanze di Natale, e il ritrovarsi compagni di banco nella stessa scuola, li aiuterà a trovare la propria passione verso la musica. Tra mille difficoltà e con l'aiuto dei loro amici, Chad Danforth  e Taylor McKessie, i due ragazzi inseguono un sogno: diventare protagonisti del musical di fine anno della scuola, sfidando però i due temibili Sharpay e Ryan Evans.

## Produzione

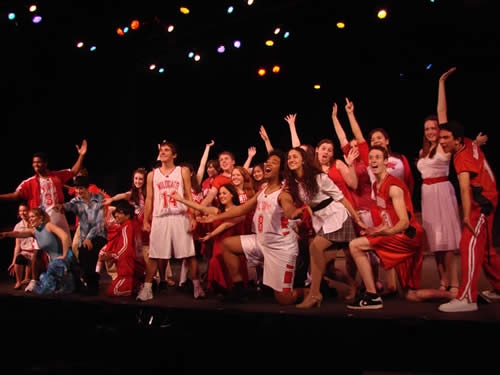
Il cast originale di "High School Musical On Stage!".

Lo spettacolo è andato in scena in numerosi teatri d'Italia. La prima parte del tour promozionale è iniziata il 19 marzo 2008 con il debutto all'Allianz Teatro di Milano (ex teatro della Luna) ed è terminata a Torino il 25 maggio 2008. La stagione estiva si è invece aperta a Bergamo il 22 luglio 2008 e si è conclusa a Caserta il 29 settembre 2008. Il lungo tour è poi ripreso a Mantova poco tempo dopo, per la precisione l'11 ottobre 2008, ed è finito il 17 maggio 2009 a Cassano Magnago. Queste sono alcune delle più importanti città che il cast ha affrontato durante le varie stagioni: Bergamo, Padova, Pescara, Agrigento, Mantova, Lucca, Torino, Roma, Firenze, Napoli e Palermo.

## Cast

### Cast artistico
- Troy - Jacopo Sarno
- Gabriella - Denise Faro
- Sharpay - Valentina Gullace
- Ryan - Raffaele Cutolo
- Signora Darbus - Clelia Piscitello
- Coach Bolton - Pierluigi Gallo
- Chad - Cesar Josè Piombo
- Taylor - Maria Dolores Diaz
- Kelsi - Eleonora Lana
- Zeke - Salvo Vinci
- Jack - Giuseppe Verzicco
- Martha - Giulia Marangoni

### Cast tecnico
- Traduzione: Michele Renzullo
- Adattamento: Saverio Marconi
- Liriche italiane: Franco Travaglio
- Scene: Gabriele Moreschi
- Costumi: Chiara Donato
- Coreografie: Gillian Bruce
- Supervisione musicale : Sonny Paladino
- Direzione musicale: Simone Manfredini
- Disegno luci: Valerio Tiberi
- Disegno fonico: Giuseppe Barresi
- Regia: Saverio Marconi
- Regia associata: Federico Bellone
- Produzione: Michele Renzullo
- Comunicazione: Massimo Zenobi
- Produzione: Compagnia della Rancia

## Canzoni
I atto
- L'inno dei Wildcats – Compagnia
- Un sogno in più – Troy, Gabriella, Compagnia
- Concentrati sul gioco – Troy, Atleti
- Concentrati sul gioco (Playoff) – Troy, Atleti
- Audizioni (Bop to the Top/Qualcuno come te) – Teatranti
- Qualcuno come te – Ryan, Sharpay
- Qualcuno come te (Ripresa) – Troy, Gabriella
- Mix di cellulari – Chad, Taylor, Compagnia
- Resta allo Status Quo – Compagnia

II atto
- Entr'acte (Resta allo Status Quo) – Compagnia
- Non riesco a pensare che a te – Troy, Gabriella
- Concentrati sul gioco (Ripresa) – Atleti
- Ci fidiamo di te – Atleti, Secchioni
- Quando eri qui con me – Gabriella, Troy, Atleti, Secchioni
- Un sogno in più (Ripresa) – Troy, Gabriella
- Se noi restiamo insieme – Chad, Taylor, Kelsi, Atleti, Secchioni
- Se noi restiamo insieme (Transizione) – Compagnia
- Bop to the Top – Sharpay, Ryan, Secchioni, Atleti
- Muovetevi!/Bop to the Top (Tag) – Sharpay, Ryan
- Se provi a volare – Troy, Gabriella, Compagnia
- Se noi restiamo insieme (Finale) – Compagnia
- High School Musical Megamix (Ringraziamenti) – Compagnia